# Carsosaurus
Carsosaurus — рід викопних напівводних рептилій із надродини мозазаврів, що містить лише вид Carsosaurus marchesetti. Відомо про одну особину, яка жила під час верхньої крейди на території сучасної Словенії. Зразок добре зберігся, містить багато різних кісток, а також деякі відбитки шкіри та хрящі грудини. Хоча для впевненості потрібно більше останків, зазвичай вважають, що вони належать Aigialosauridae. У житті це була істота-амфібія, яка більшу частину часу проводила на суші, хоча її пізніші родичі повністю стали водними.